# Distrito electoral de Lisco (condado de Garden, Nebraska)
Lisco (en inglés: Lisco Precinct) es un distrito electoral ubicado en el condado de Garden en el estado estadounidense de Nebraska. En el Censo de 2010 tenía una población de 183 habitantes y una densidad poblacional de 0,17 personas por km².

## Geografía
Lisco se encuentra ubicado en las coordenadas 41°42′47″N 102°32′30″O / 41.71306, -102.54167. Según la Oficina del Censo de los Estados Unidos, Lisco tiene una superficie total de 1105.23 km², de la cual 1080.42 km² corresponden a tierra firme y (2.24%) 24.8 km² es agua.

## Demografía
Según el censo de 2010, había 183 personas residiendo en Lisco. La densidad de población era de 0,17 hab./km². De los 183 habitantes, Lisco estaba compuesto por el 95.63% blancos, el 0% eran afroamericanos, el 0% eran amerindios, el 0% eran asiáticos, el 0% eran isleños del Pacífico, el 4.37% eran de otras razas y el 0% pertenecían a dos o más razas. Del total de la población el 8.2% eran hispanos o latinos de cualquier raza.